# Українська сільська рада (Сакмарський район)
Украї́нська сільська рада (рос. Украинский сельский совет) — сільське поселення у складі Сакмарського району Оренбурзької області Росії.
Адміністративний центр — село Перша Григор'євка.

## Історія
Станом на 2002 рік центром сільради було села Українка.

## Населення
Населення — 1492 особи (2019; 1530 в 2010, 1454 у 2002).

## Склад
До складу сільської ради входять:
| Населений пункт         | Населення, осіб (2002) | Населення, осіб (2010) |
| ----------------------- | ---------------------- | ---------------------- |
| Друга Григор'євка, село | 177                    | 168                    |
| Новопавлоград, село     | 2                      | 0                      |
| Перша Григор'євка, село | 713                    | 760                    |
| Сергієвка, село         | 2                      | 3                      |
| Українка, село          | 560                    | 599                    |